# Bugatti Veyron 16.4
Bugatti Veyron 16.4 — спортивний автомобіль, формула кузова — дводверне купе, з 2005 року виробляється компанією Bugatti, що належить до концерну Фольксваген; є одним з найшвидших та найдорожчих автомобілів світу.
Всього виготовили 450 автомобілів.

## Історія

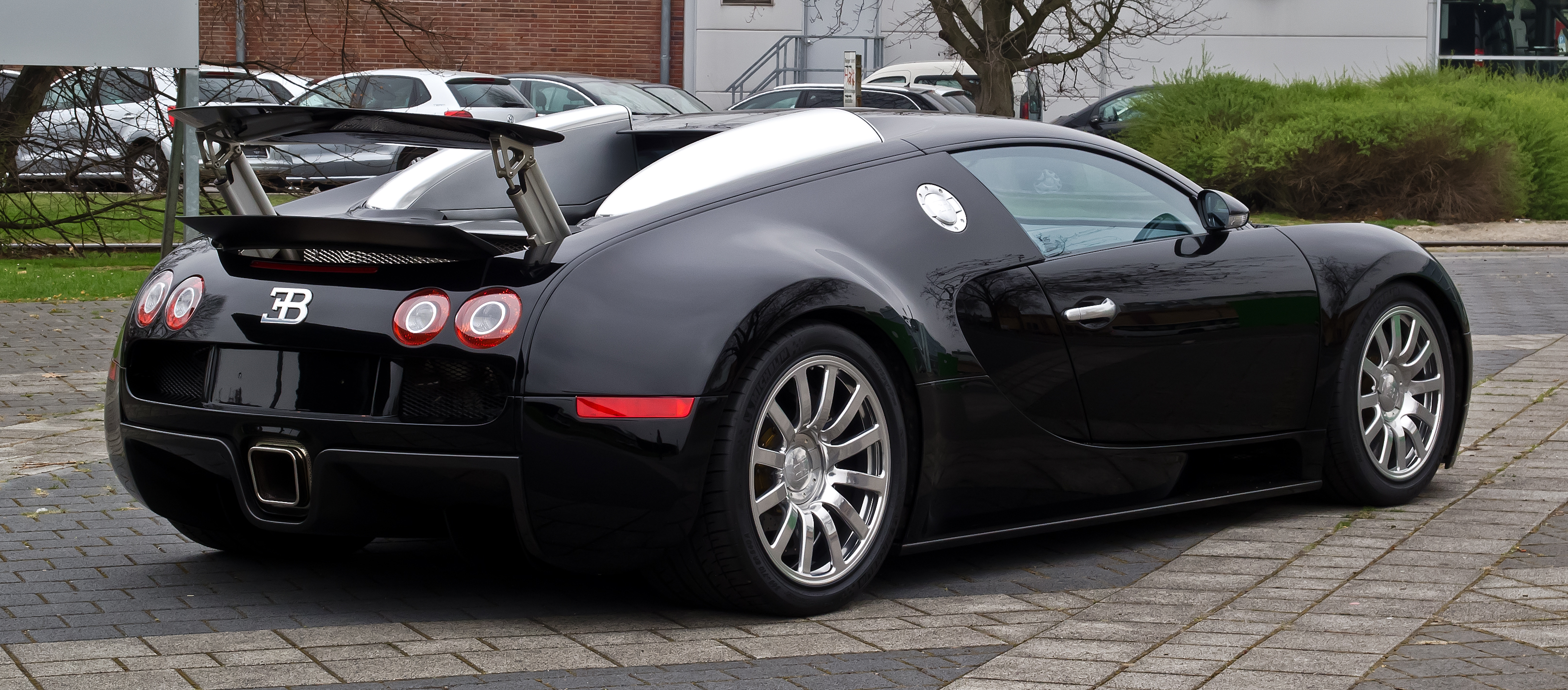
Bugatti Veyron 16.4

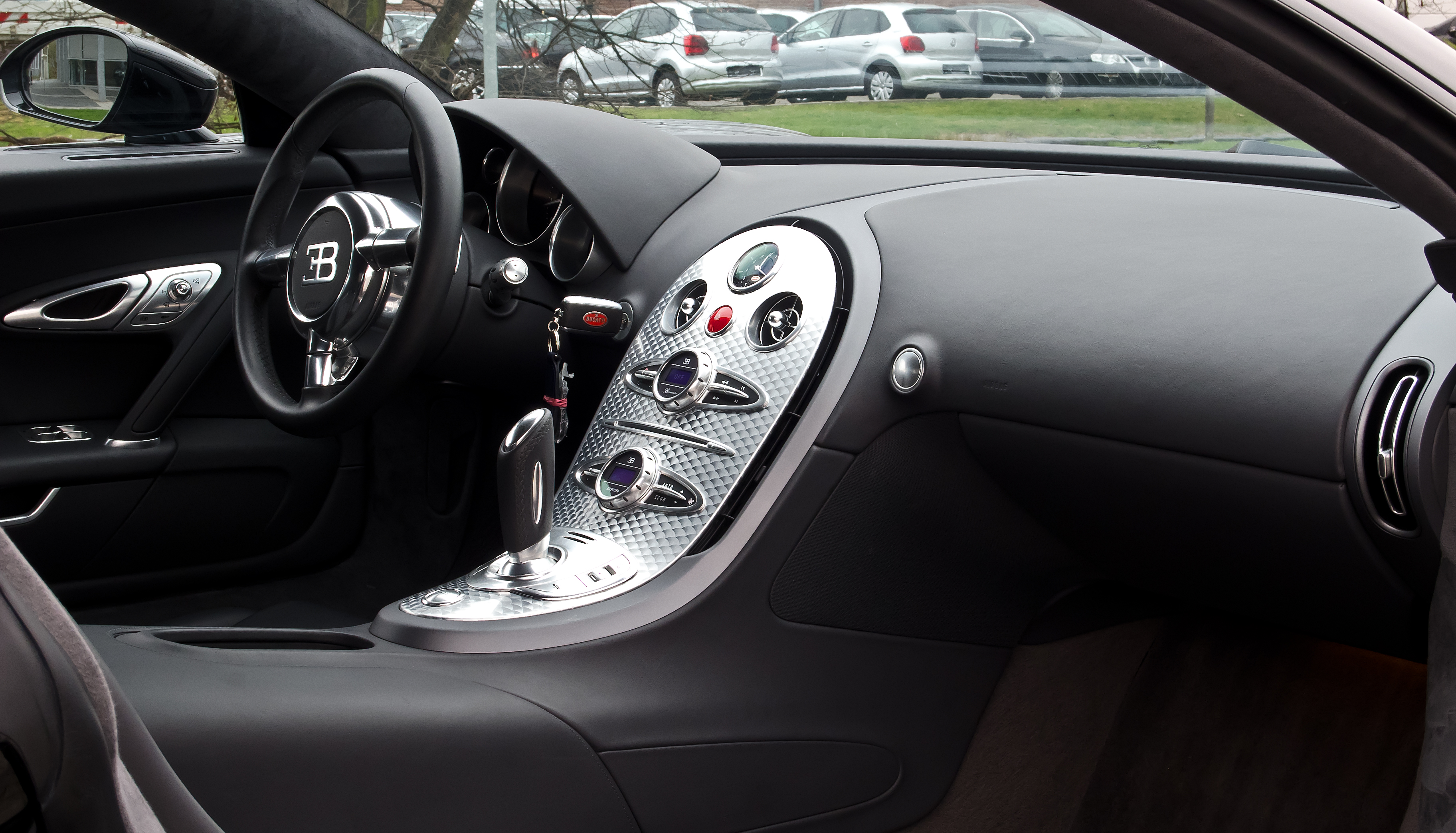

Процес виробництва автомобіля проходить одразу у двох країнах — у Франції та у Німеччині. Заводи компанії Bugatti розташовані в Шато Сен-Жан, що знаходиться у муніципалітеті Дорлісайм, округу Мольсхайм у Франції, та у місті Вольфсбурзі, що знаходиться на території федеральної землі Нижня Саксонія у Німеччині. Однак, компанія Бугатті історично вважається французькою.
Авто належить до групи суперкарів, що долають 400-км бар'єр швидкості.
Щоб запобігти пошкодженню серійних шин на «звичайних» не-рекордних моделях, максимальна швидкість авто електронно обмежена 415 км/год. «Рекордні» шини розраховані на 445 км/год.

## Ціна
В залежності від обладнання — 1,65-1,85 млн євро. нетто (або експортна ціна, без податку на додану вартість). Ціна перших екземплярів Veyron з простішим обладнанням сягала 1,2 млн євро. Нині вона в залежності від модифікації часом наближується до двох мільйонів.
На липень 2010 року у всьому світі було збудовано 300 екземплярів та продано 260 автомобілів Bugatti Veyron, 249 з котрих вже поставлено покупцям.

## Bugatti Veyron Grand Sport - 2009
З березня 2009 року існує модифікація з кузовом родстер під назвою Grand Sport, яка коштує 1,4 млн. € (без того ПДВ). Максимальна швидкість родстера зі складеним дахом становить 407 км/год, з відкритим дахом до 360 км/год.

## Bugatti Veyron Super Sport - 2010
З 2010 року розпочато виробництво найпотужнішої модифікації з двигуном 882 kW/1200 к.с. (1500 Нм). В порівнянні з базовою моделлю в Super Sport було внесено понад 100 змін. В першу чергу це стосується пристрою турбонаддуву та кузова з вуглепластику.
Зовнішний дизайн — чорно-помаранчевий лак.
5 липня 2010 року на модифікації автомобіля Bugatti Veyron 16.4 Super Sport на автодромі Фольксвагену поблизу міста Вольфсбург було встановлено світовий рекорд швидкості для серійних автомобілів — 431,072 км/год (максимальна швидкість в двох послідовних заїздах 427,933 та 434,211 км/год). Таким чином, Veyron повернув собі світовий рекорд швидкості, котрий з вересня 2007 належав американському SSC Ultimate Aero TT фірми Shelby-Supercars.
Перші п'ять екземплярів серії Super-Sport, або так званої «Weltrekord-Edition», виглядають точнісінько так, як рекордне авто і коштують 1,95 млн євро..

## Grand Sport Vitesse (2012-)

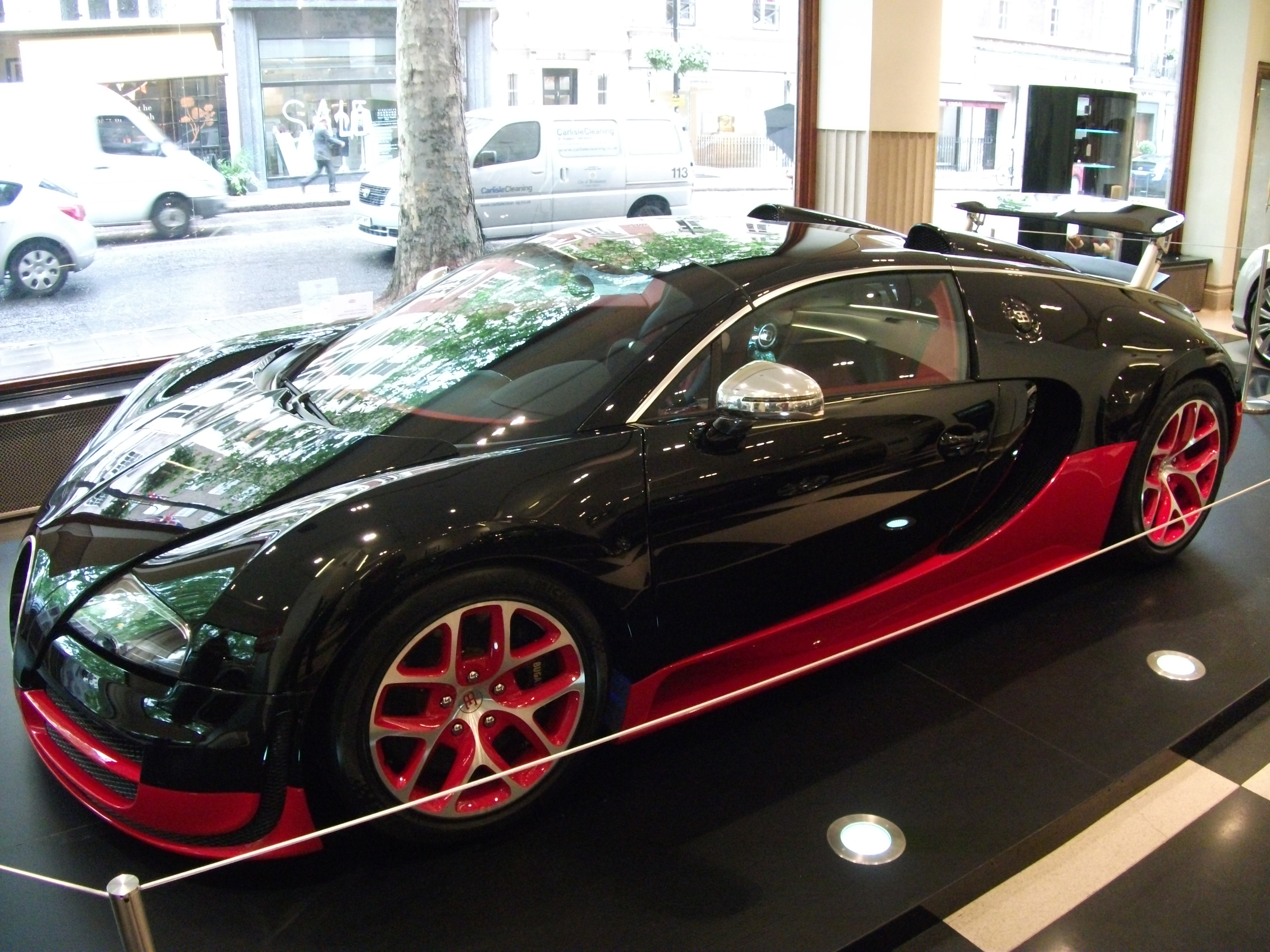
Grand Sport Vitesse

### Виробництво
На 6 серпня 2014 року, 405 Вейронів було вироблено та поставлено замовникам у всьому світі, ще на 30 було отримано замовлення. В компанії Bugatti повідомили, що випустили 300 купе і 150 родстерів до кінця 2015.

## Дивись також
Bugatti Chiron

## Фотогалерея

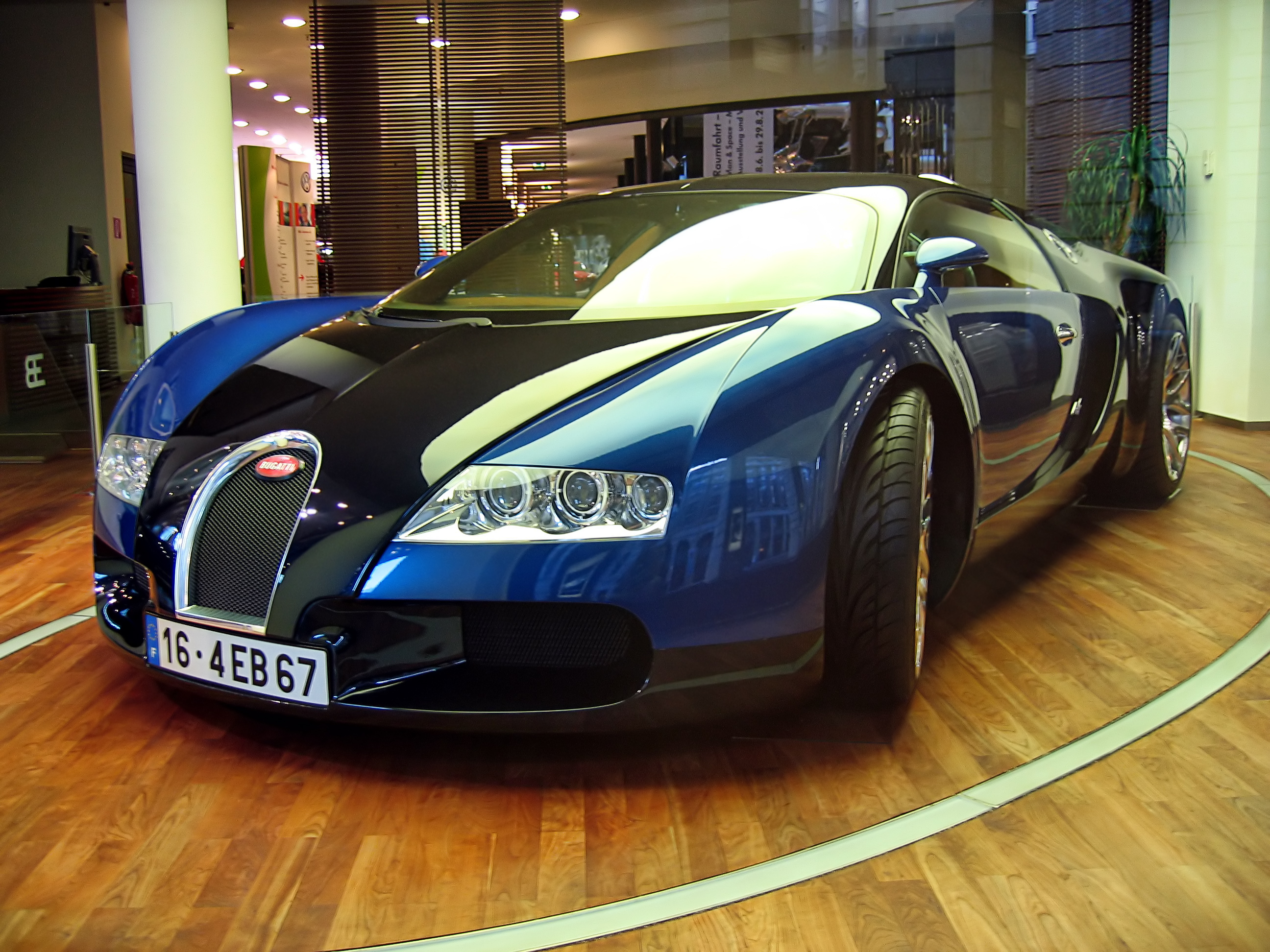
Bugatti Veyron концепт
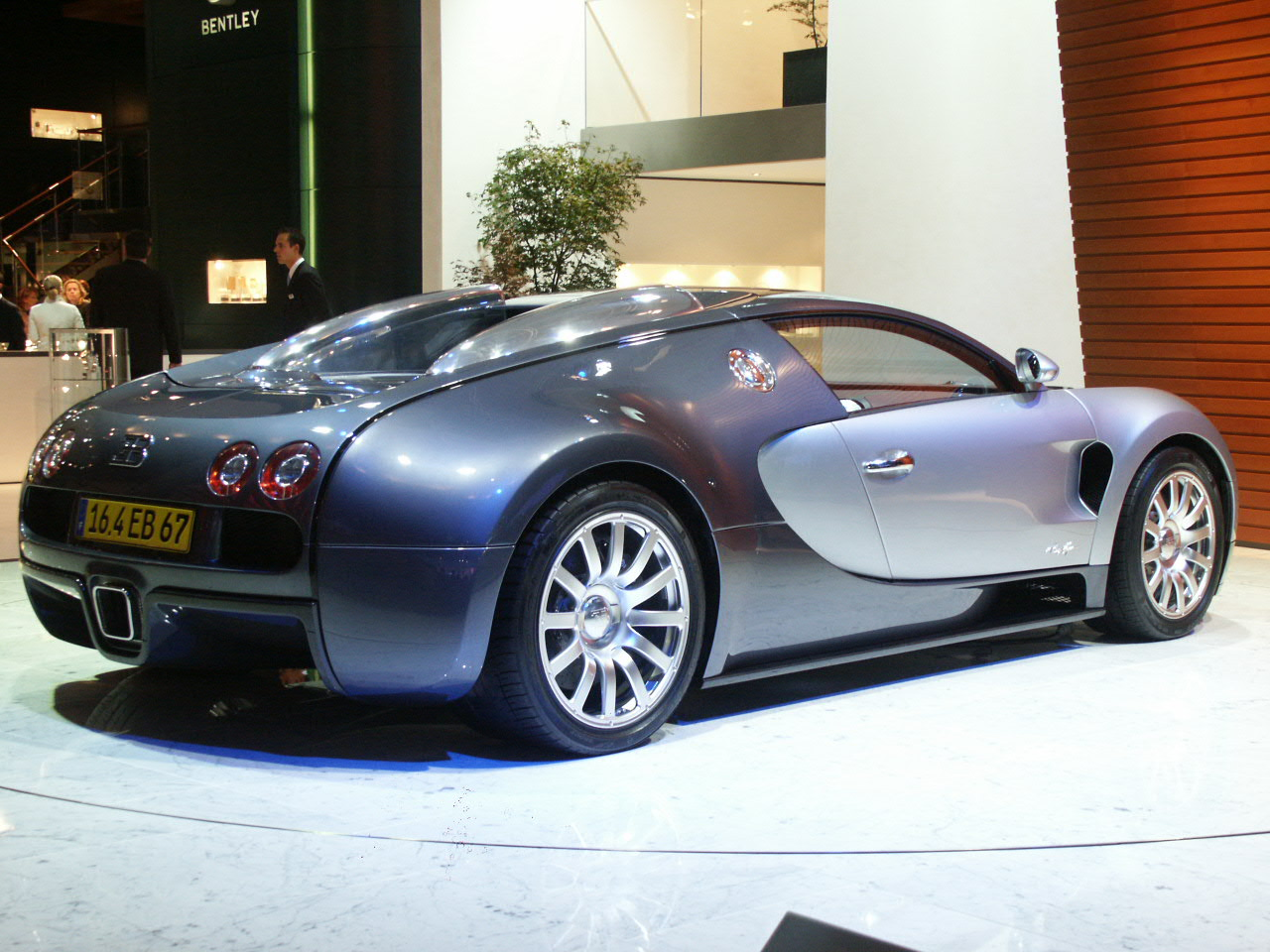
Bugatti Veyron
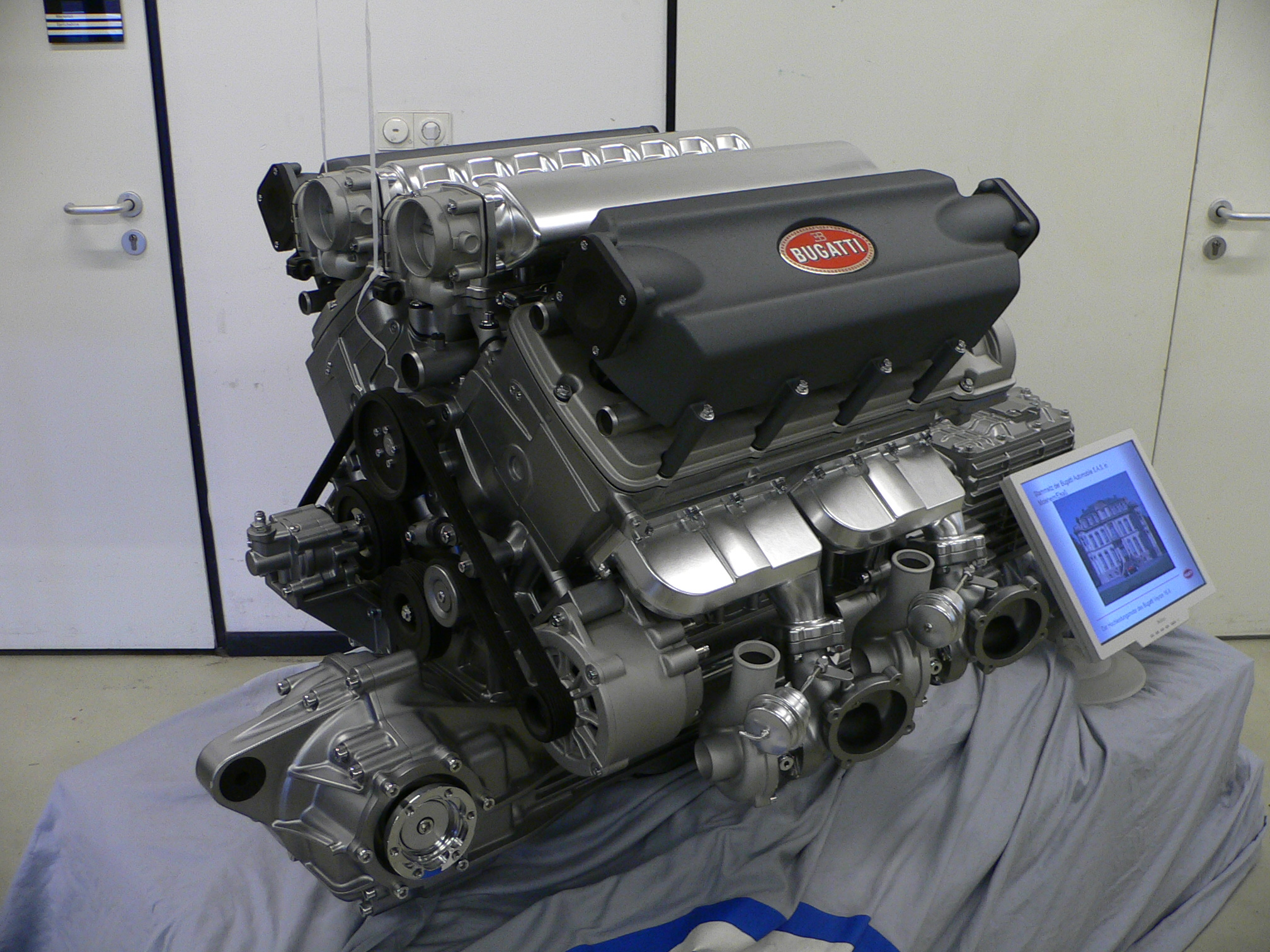
Двигун Bugatti W16
- Bugatti Veyron

## Виноски
1. ↑  Magazine-web-de [Архівовано 8 липня 2010 у Wayback Machine.](нім.)
2. ↑  Manager-Magazin.de — 23.07.2010. Архів оригіналу за 12 липня 2010. Процитовано 23 липня 2010.
3. ↑  ntv.de 05.07.2010. Архів оригіналу за 8 липня 2010. Процитовано 23 липня 2010.
4. ↑  SPIEGEL-Online — 06.07.2010 [Архівовано 15 липня 2010 у Wayback Machine.](нім.)
5. ↑  Focus.de 05.07.2010. Архів оригіналу за 2 листопада 2014. Процитовано 23 липня 2010.
6. ↑  Greg Kable. Bugatti Veyron production nears end. autocar.co.uk. Архів оригіналу за 28 січня 2015. Процитовано 27 лютого 2015.
7. ↑  Последний Bugatti Veyron: фото La Finale[недоступне посилання з червня 2019]